# Cepari, Bistrița-Năsăud
Cepari, mai demult Cepan (în dialectul săsesc Tschippendraf, în germană Tschippendorf, Tschepan, în maghiară Csépán) este un sat în comuna Dumitra din județul Bistrița-Năsăud, Transilvania, România.

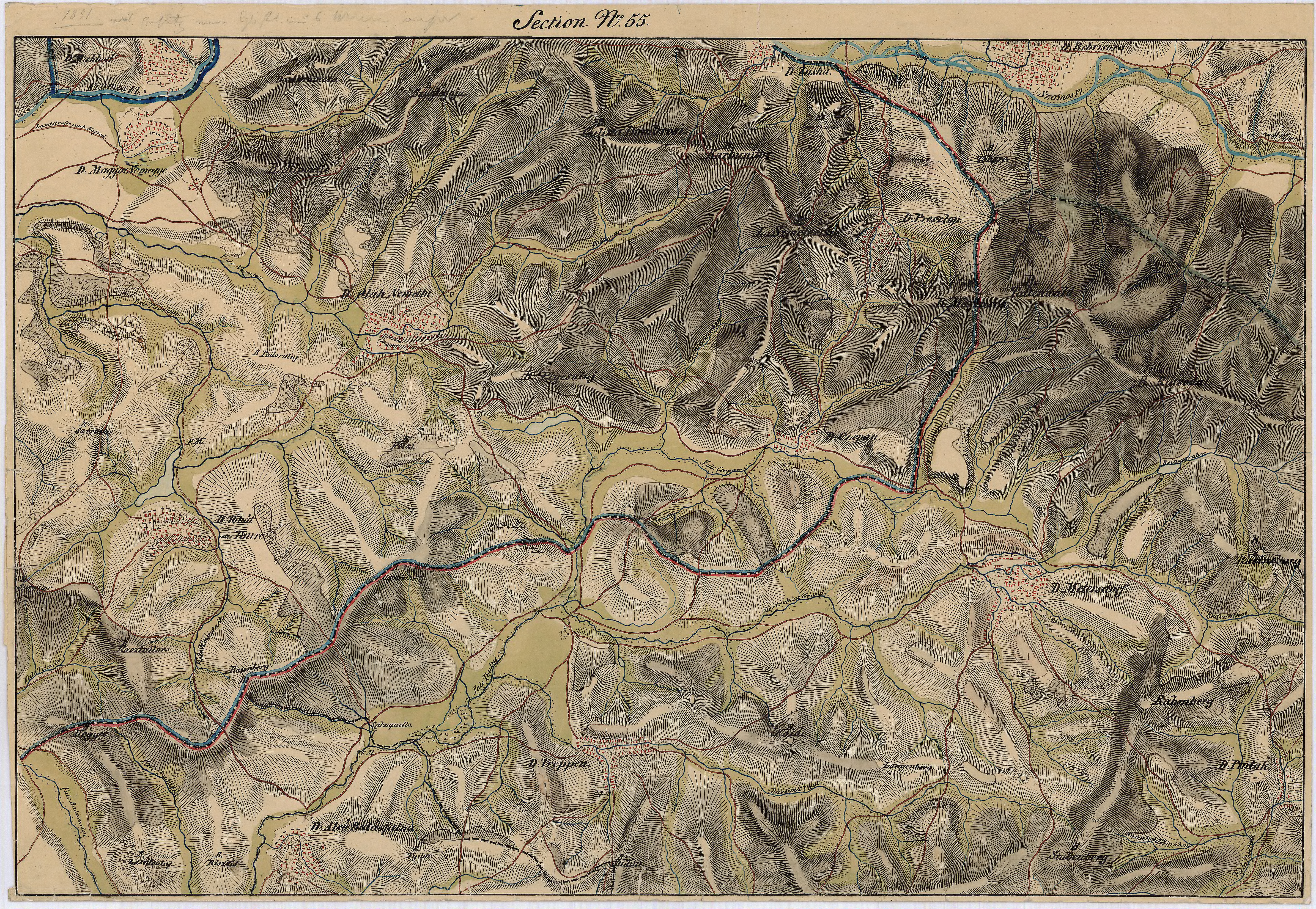
Cepari pe Harta Iosefină a Transilvaniei, 1769-73

## Diverse
În mod tradițional, localnicii folosesc pentru uz casnic saramura concentrată extrasă dintr-o fântână de slatină.

## Vezi și
- Biserica evanghelică din Cepari